# Ofenziva Meuse-Argonne
Ofenziva Meuse-Argonne je bila posljednja saveznička ofenziva na Zapadnom bojištu u Prvom svjetskom ratu. Ofenziva je bila posljednja faza Stodnevne ofenzive i dovela je do konačnog njemačkog poraza u Prvom svjetskom ratu. Bitka se vodila od 26. rujna do 11. studenoga 1918. godine na području Argonske šume u Francuskoj. 
Nakon njemačkog povlačenja s Marne, general Ferdinand Foch i vrhovno zapovjedništvo savezničkih snaga kroje seriju usklađenih napada na vidno oslabljenu njemačku vojsku. Jedan od tih napada bio je usmjeren na dolinu rijeke Meuse, prema željezničkim središtima Mézière i Sedan. Američke postrojbe krenule su zapadno od rijeke Meuse, dok su francuske išle zapadno od Argonske šume. Amerikanci su se ubrzo našli u problemu kada su kročili u gustu Argonsku šumu, koja im je stvarala probleme. Prvi iznenadni napad generala  Pershinga prodro je čak 8 km uz rijeku Meuse, ali samo 3 km kroz Argonsku šumu. Amerikanci su prodirali polako i postupno destabilizirali njemačke obrambene položaje. Jedanaestoga dana borbe, Nijemci su shvatili kako su poraženi te su se povukli kako ne bi bili zarobljeni. 
U međuvremenu, Francuzi su sigurno prodirali uz rijeku Aisne. 
Do 31. kolovoza, Amerikanci su prodrli 16 km, a Francuzi 32 km tako da je Argonska šuma ubrzo očišćena od Nijemaca. Žestoke borbe nastavile su se tijekom listopada. U borbi je sudjelovalo 1,200.000 Amerikanaca, što je bio najveći američki angažman u Prvom svjetskom ratu, od kojih je čak 10 % ubijeno ili ranjeno. Dana 10. studenoga, saveznici su stigli do Sedana i preuzeli željeznice. Iako je planirana još jedna, posljednja ofenziva na Njemačku, primirje je proglašeno 11. studenoga 1918. godine, čime je završen Prvi svjetski rat.

## Vanjske poveznice
|  | Zajednički poslužitelj ima još gradiva o temi Ofenziva Meuse-Argonne |